# Влада Црне Горе
Влада Црне Горе је највиши орган извршне власти у Црној Гори. Дјелокруг рада, организација, начин рада и одлучивања уређени су у складу са Уставом и законима Црне Горе и подзаконским актима.
Владу Црне Горе чине предсједник, потпредсједници и министри.
Министре у Влади Црне Горе бира Скупштина Црне Горе, највиши орган законодавне власти у Црној Гори, којој је Влада одговорна за извршавање обавеза утврђених Уставом и законима Црне Горе.

## Актуелни састав Владе Црне Горе
| Ресор                                                                                  | Министар                          | Министар | Странка             |
| -------------------------------------------------------------------------------------- | --------------------------------- | -------- | ------------------- |
| Предсједник Владе                                                                      | Милојко Спајић                    |          | ПЕС!                |
| Потпредсједник Владе за безбедност, одбрану, борбу против криминала унутрашњу политику | мр Алекса Бечић                   |          | ДЦГ                 |
| Потпредседник Владе за политички систем, правосуђе и антикорупцију                     | мр Момо Копривица                 |          | ДЦГ                 |
| Потпредседник Владе за европске и вањске послове                                       | Филип Ивановић                    |          | ПЕС!                |
| Потпредседник Владе за образовање, науку и односе са верским заједницама               | др Будимир Алексић                |          | НСД                 |
| Потпредседник Владе за инфраструктуру и регионални развој                              | Милун Зоговић                     |          | ДНП                 |
| Потпредседник Владе за међународне односе и министар вањских послова                   | др Ервин Ибрахимовић              |          | БС                  |
| Потпредсједник Владе за економску политику и министар економског развоја               | Ник Ђељошај                       |          | АФ                  |
| Министарства                                                                           |                                   |          |                     |
| Министар правде                                                                        | Бојан Божовић                     |          | ПЕС!                |
| Министар унутрашњих послова                                                            | Данило Шарановић                  |          | ДЦГ                 |
| Министар финансија                                                                     | Новица Вуковић                    |          | Нестраначка личност |
| Министар вањских послова                                                               | др Ервин Ибрахимовић              |          | БС                  |
| Министарка саобраћаја                                                                  | Маја Вукићевић                    |          | ДНП                 |
| Министарка европских послова                                                           | Маида Горчевић                    |          | ПЕС!                |
| Министар рударства                                                                     | проф. др Саша Мујовић             |          | ПЕС!                |
| Министар енергетике, нафте и гаса                                                      | Адмир Шахмановић                  |          | БС                  |
| Министар јавне управе                                                                  | Мараш Дукај                       |          | АФ                  |
| Министарка рада и социјалног старања                                                   | Наида Нишић                       |          | ПЕС!                |
| Министарка просвјете, науке и иновација                                                | проф. др Анђела Јакшић Стојановић |          | ПЕС!                |
| Министар здравља                                                                       | др Војислав Шимун                 |          | ПЕС!                |
| Министарка културе и медија                                                            | Тамара Вујовић                    |          | ДЦГ                 |
| Министар просторног планирања, урбанизма и државне имовине                             | Славен Радуновић                  |          | НСД                 |
| Министар људских и мањинских права                                                     | Фатмир Ђека                       |          | АА                  |
| Министар одбране                                                                       | Драган Краповић                   |          | ДЦГ                 |
| Министар екологије, одрживог развоја и развоја севера                                  | Дамјан Ћулафић                    |          | ДЦГ                 |
| Министарка туризма                                                                     | Симонида Кордић                   |          | НСД                 |
| Министар поморства                                                                     | Филип Радуловић                   |          | ПЕС!                |
| Министар пољопривреде, шумарства и водопривреде                                        | Владимир Јоковић                  |          | СНП                 |
| Министар спорта и младих                                                               | Драгослав Шћекић                  |          | СНП                 |
| Министарство рада, запошљавања и социјалног дијалога                                   | Наида Нишић                       |          | ПЕС!                |
| Министар социјалног старања, бриге о породици и демографији                            | Дамир Гутић                       |          | БС                  |
| Министар дијаспоре                                                                     | Мирсад Аземовић                   |          | БС                  |
| Министар регионално-инвестиционог развоја и сарадње са НВО                             | Ернад Суљевић                     |          | БС                  |
| Министар без портфеља                                                                  | Милутин Бутуровић                 |          | ПЕС!                |